# Lonrai
Lonrai est une commune française, située dans le département de l'Orne en région Normandie, peuplée de 1 084 habitants.

## Géographie
Lonrai est situé à 4 km de la ville d'Alençon.

### Communications et transport urbain
La commune de Lonrai est desservie par le réseau de bus Alto. Ce réseau fait partie des Transports urbains de la communauté urbaine d'Alençon. Lonrai fait partie des lignes Iténéo 5, Iténéo Access, Domino 6 (Primaires), 7 (Primaires) et 10.
| Cuissai          | Colombiers       | Colombiers |
| Pacé             | Lonrai           | Damigny    |
| Condé-sur-Sarthe | Condé-sur-Sarthe | Damigny    |

### Hydrographie
La commune est située dans le bassin Loire-Bretagne. Elle est drainée par le Cuissai et le Bourdon,,.

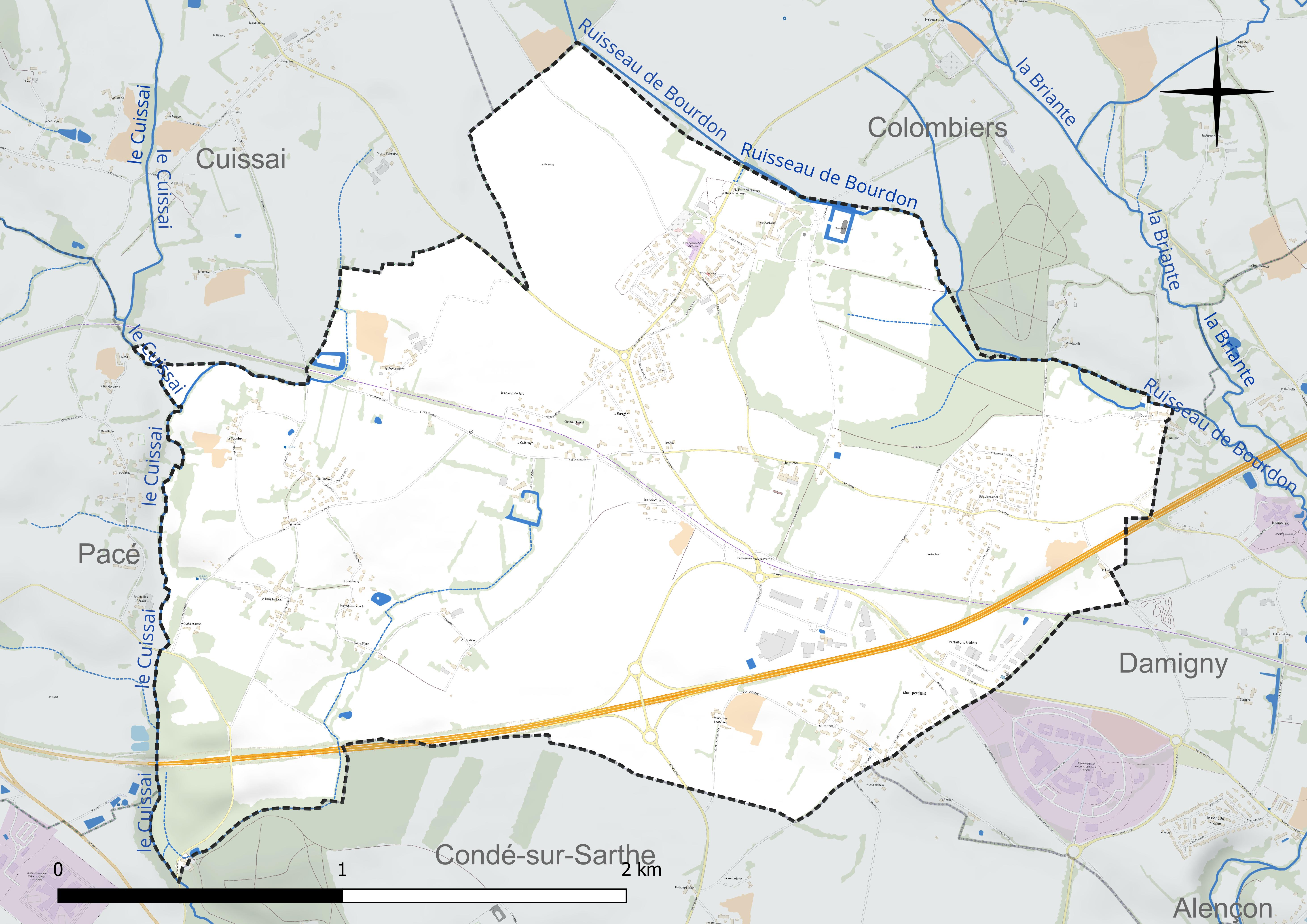
Réseau hydrographique de Lonrai.

### Climat
Pour des articles plus généraux, voir Climat de la Normandie et Climat de l'Orne.
En 2010, le climat de la commune est de type climat océanique dégradé des plaines du Centre et du Nord, selon une étude du CNRS s'appuyant sur une série de données couvrant la période 1971-2000. En 2020, Météo-France publie une typologie des climats de la France métropolitaine dans laquelle la commune est dans une zone de transition entre le climat océanique et le climat océanique altéré et est dans la région climatique Normandie (Cotentin, Orne), caractérisée par une pluviométrie relativement élevée (850 mm/a) et un été frais (15,5 °C) et venté. Parallèlement le GIEC normand, un groupe régional d’experts sur le climat, différencie quant à lui, dans une étude de 2020, trois grands types de climats pour la région Normandie, nuancés à une échelle plus fine par les facteurs géographiques locaux. La commune est, selon ce zonage, exposée à un « climat des plateaux abrités », se caractérisant par une pluviométrie et des contraintes thermiques modérées mais aussi, par effet de continentalité, des températures plus contrastées qu'au nord dans la plaine de Caen, avec communément 10 à 15 jours par an de plus de froid en hiver et de chaleur en été.
Pour la période 1971-2000, la température annuelle moyenne est de 10,7 °C, avec une amplitude thermique annuelle de 14 °C. Le cumul annuel moyen de précipitations est de 739 mm, avec 12,2 jours de précipitations en janvier et 7,6 jours en juillet. Pour la période 1991-2020, la température moyenne annuelle observée sur la station météorologique la plus proche, située sur la commune d'Alençon à 5 km à vol d'oiseau, est de 11,3 °C et le cumul annuel moyen de précipitations est de 743,7 mm,. Pour l'avenir, les paramètres climatiques de la commune estimés pour 2050 selon différents scénarios d’émission de gaz à effet de serre sont consultables sur un site dédié publié par Météo-France en novembre 2022.

## Urbanisme

### Typologie
Au 1er janvier 2024, Lonrai est catégorisée commune rurale à habitat dispersé, selon la nouvelle grille communale de densité à sept niveaux définie par l'Insee en 2022.
Elle est située hors unité urbaine. Par ailleurs la commune fait partie de l'aire d'attraction d'Alençon, dont elle est une commune de la couronne,. Cette aire, qui regroupe 89 communes, est catégorisée dans les aires de 50 000 à moins de 200 000 habitants,.

### Occupation des sols
L'occupation des sols de la commune, telle qu'elle ressort de la base de données européenne d’occupation biophysique des sols Corine Land Cover (CLC), est marquée par l'importance des territoires agricoles (79,1 % en 2018), en diminution par rapport à 1990 (82 %). La répartition détaillée en 2018 est la suivante : 
terres arables (60,7 %), prairies (18,4 %), zones urbanisées (14,7 %), forêts (6,3 %). L'évolution de l’occupation des sols de la commune et de ses infrastructures peut être observée sur les différentes représentations cartographiques du territoire : la carte de Cassini (XVIIIe siècle), la carte d'état-major (1820-1866) et les cartes ou photos aériennes de l'IGN pour la période actuelle (1950 à aujourd'hui).

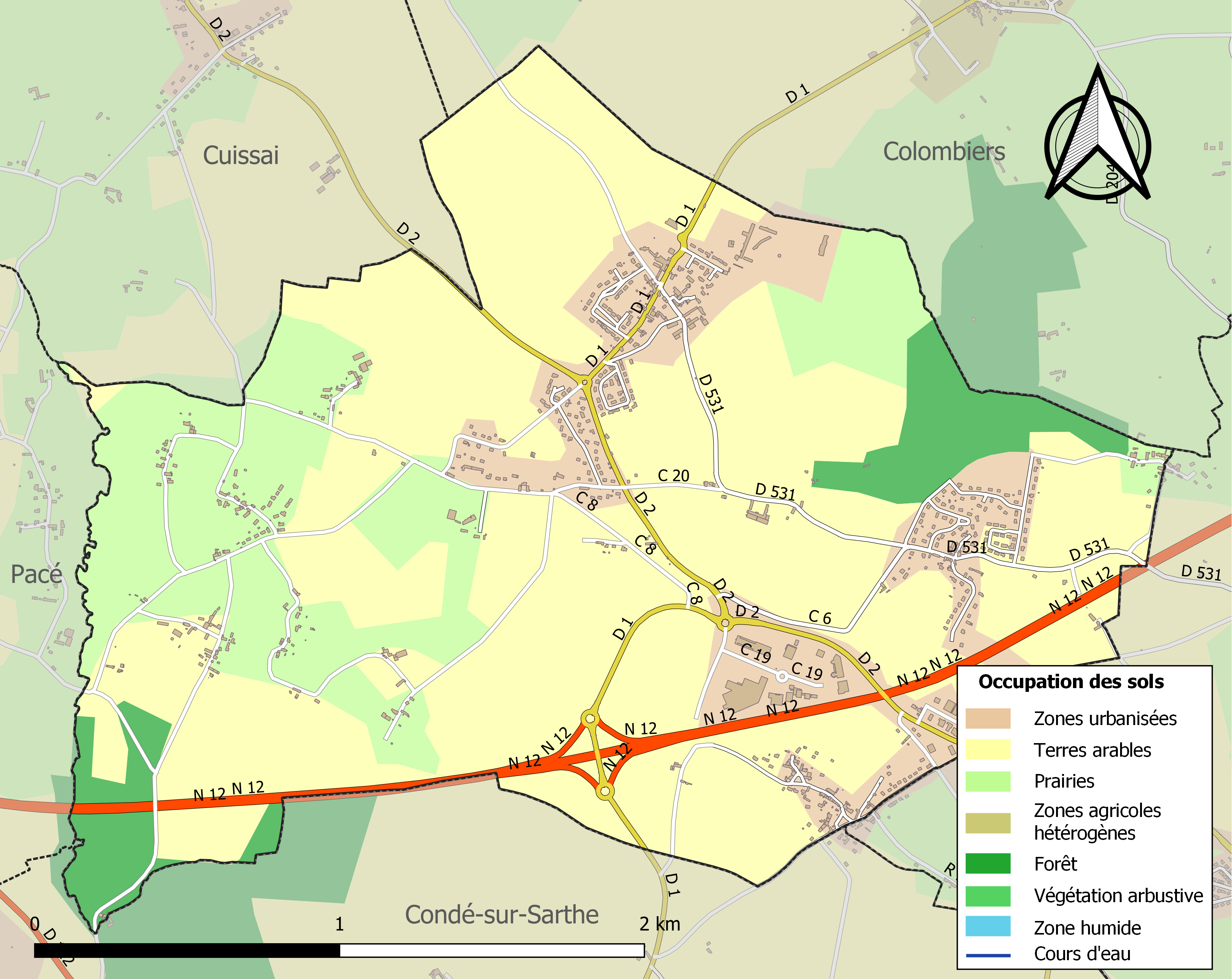
Carte des infrastructures et de l'occupation des sols de la commune en 2018 (CLC).

## Toponymie
Le nom de la localité est attesté sous la forme Louray en 1793.
Le toponyme Lonrai semble être issu du gaulois ritu, « gué », et du latin longus, « long » (même étymologie que Longroy), « le long gué ». Comme il n'y a pas, du moins aujourd'hui, de véritable rivière à proximité de cette agglomération, nous verrons dans le toponyme un produit d'origine totalement gauloise.
Le gentilé est Lonréen.

## Histoire

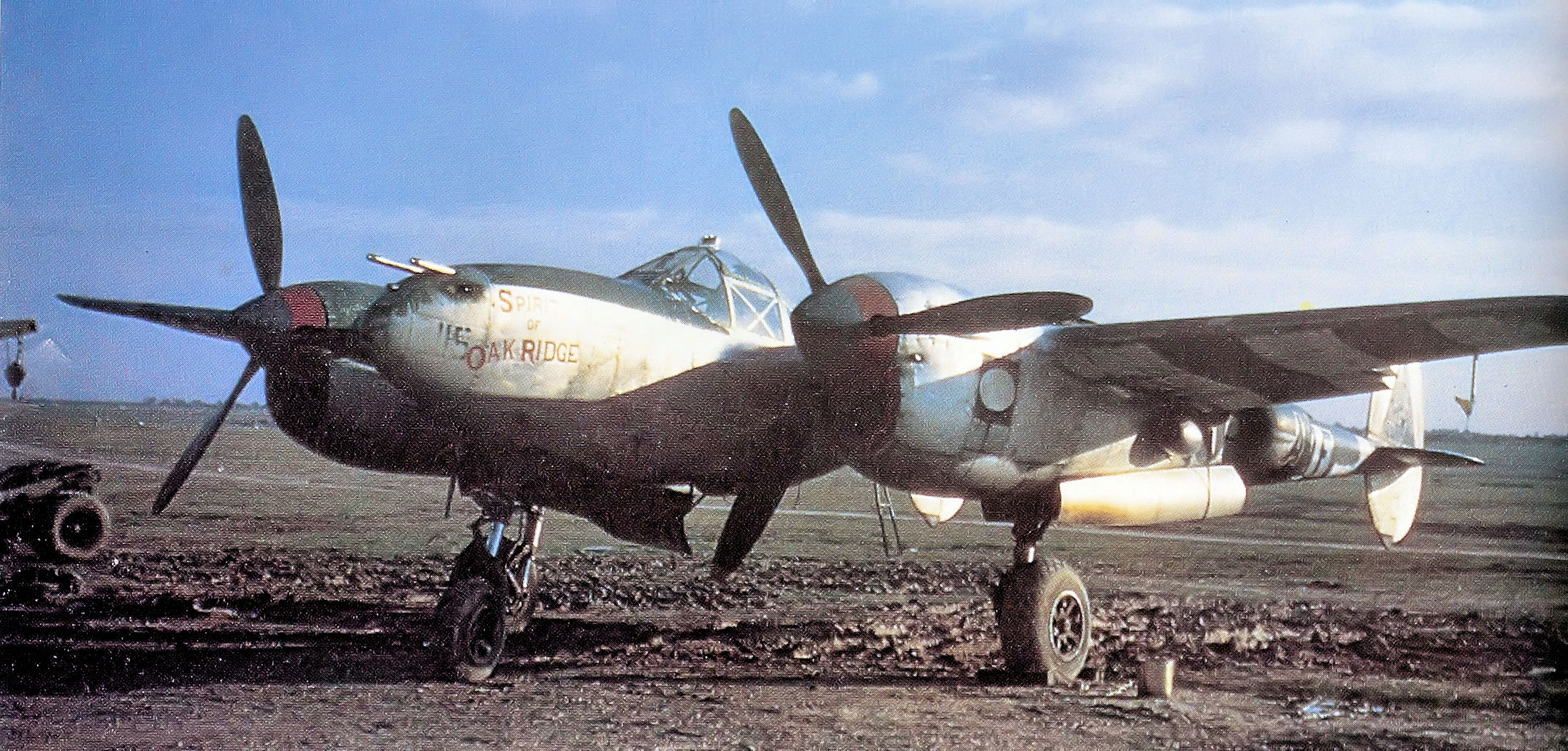
Un P-38 Lightning, surnommée Spirit of Oak Ridge, du 485th Fighter Squadron, sur l'aérodrome de Lonrai en octobre 1944.

Lors de la Seconde Guerre mondiale, à partir d'avril 1944, les Allemands ont aménagé un terrain d'aviation, implanté sur la commune ainsi que sur celle de Colombiers, commune limitrophe. Pour ce faire plusieurs centaines d'hommes avaient été réquisitionnés, dans le cadre du Service du Travail Obligatoire. Le terrain fut opérationnel du 12 juin au 9 août 1944 (trois jours avant la libération du secteur par la 2e DB du général Leclerc). Les Américains vont réutiliser l'emplacement à compter du 15 août jusqu'en novembre (Advanced Landing Ground 45). C'est le 14 avril 1945 qu'un bombardier Boeing B-17 Flying Fortress, au retour d'une opération sur la poche de Royan et de la pointe de Grave, connaîtra une avarie et un atterrissage forcé sur ce terrain, rendu à l'exploitation agricole depuis quelques mois.

## Politique et administration

### Administration municipale
| Période                                  | Période   | Identité        | Étiquette | Qualité          |
| ---------------------------------------- | --------- | --------------- | --------- | ---------------- |
| Les données manquantes sont à compléter. |           |                 |           |                  |
| ca 1837                                  |           | Richard Bourdas |           |                  |
| Les données manquantes sont à compléter. |           |                 |           |                  |
| 1983 ?                                   |           | Xavier Taupin   |           |                  |
| 1989                                     |           | Pierre Cousin   |           |                  |
| juin 1995                                | mars 2001 | Annie Romain    |           | Comptable        |
| mars 2001                                | mars 2014 | Hervé Quérel    |           | Infirmier        |
| mars 2014                                | En cours  | Sylvain Launay  |           | Cadre commercial |
| Les données manquantes sont à compléter. |           |                 |           |                  |

Le conseil municipal est composé de quinze membres dont le maire et trois adjoints.

## Démographie
L'évolution du nombre d'habitants est connue à travers les recensements de la population effectués dans la commune depuis 1793. Pour les communes de moins de 10 000 habitants, une enquête de recensement portant sur toute la population est réalisée tous les cinq ans, les populations de référence des années intermédiaires étant quant à elles estimées par interpolation ou extrapolation. Pour la commune, le premier recensement exhaustif entrant dans le cadre du nouveau dispositif a été réalisé en 2007.
En 2022, la commune comptait 1 084 habitants, en évolution de −5 % par rapport à 2016 (Orne : −3,21 %, France hors Mayotte : +2,11 %).
| 1793 | 1800 | 1806 | 1821 | 1836 | 1841 | 1846 | 1851 | 1856 |
| ---- | ---- | ---- | ---- | ---- | ---- | ---- | ---- | ---- |
| 535  | 414  | 565  | 581  | 577  | 625  | 652  | 634  | 604  |

| 1861 | 1866 | 1872 | 1876 | 1881 | 1886 | 1891 | 1896 | 1901 |
| ---- | ---- | ---- | ---- | ---- | ---- | ---- | ---- | ---- |
| 611  | 592  | 574  | 546  | 493  | 512  | 480  | 480  | 488  |

| 1906 | 1911 | 1921 | 1926 | 1931 | 1936 | 1946 | 1954 | 1962 |
| ---- | ---- | ---- | ---- | ---- | ---- | ---- | ---- | ---- |
| 405  | 399  | 376  | 388  | 370  | 387  | 450  | 477  | 492  |

| 1968 | 1975 | 1982 | 1990 | 1999 | 2006 | 2007 | 2012  | 2017  |
| ---- | ---- | ---- | ---- | ---- | ---- | ---- | ----- | ----- |
| 509  | 496  | 763  | 859  | 818  | 945  | 963  | 1 116 | 1 134 |

| 2022  | - | - | - | - | - | - | - | - |
| ----- | - | - | - | - | - | - | - | - |
| 1 084 | - | - | - | - | - | - | - | - |

## Économie
Il n'existe aucun commerce de proximité[réf. nécessaire].

## Lieux et monuments
- Église Saint-Cyr : datant du XIXe siècle, l'édifice abrite une Vierge à l'Enfant du XIVe siècle classée à titre d'objet aux Monuments historiques en 1904[30].
- Château de Lonrai : demeure du XVIIe siècle, reconstruite au XIXe siècle par le baron Mercier, maire d'Alençon, le château est acquis à la fin de ce siècle par le comte Le Marois, arrière-petit-fils du général Le Marois, qui fait redécorer le grand salon avec boiseries de style pompéien. Le domaine comprend également une ferme, un haras aménagé en 1863 par Armand Donon, et un parc. Le grand salon est classé au titre des monuments historiques par décret du 21 juillet 2000, le reste des bâtiments du château, de la ferme, de l'orangerie, de la maison du garde-chasse, du haras, ainsi que le colombier, le portail du potager et la grande serre centrale, sont eux inscrit par arrêté du 14 décembre 1999[31]. Le domaine est un site inscrit par arrêté du 26 août 1943.

## Personnalités liées à la commune
- Georges-Joseph Allard, sculpteur, né en août 1837 à Lonrai.
- Jacques II de Goyon de Matignon (1525 à Lonrai - 1598), lieutenant-général de Normandie et maréchal de France.
- Jacques La Haye Mercier (1776-1858), industriel et homme politique, inhumé au cimetière de Lonrai.